# Еріх Габітцль
Еріх Габітцль (нім. Erich Habitzl, 9 жовтня 1923, Відень — 26 вересня 2007, там само) — австрійський футболіст, що грав на позиції нападника. Відомий виступами, зокрема, за клуб «Адміра» (Відень) і національну збірну Австрії.

## Клубна кар'єра
З 1939 по 1954 рік грав у складі клубу «Адміра» (Відень). У сезоні 1947/48 «Адміра», кваліфікуючись в Кубок Австрії, дійшла до фіналу Кубка Відня, в якому програла віденській «Аустрії» з рахунком 1:2. Єдиний гол команди забив Габітцль . Через два місяці він вперше отримав виклик в національну збірну. В 1949 році Габітцль з результатом 23 голи в 18 матчах він став кращим бомбардиром чемпіонату, а його команда посіла третє місце в таблиці. 
У 1954 році Габіцль погодився на перехід в «Ланс», де грав у атаці разом з ще одним австрійцем Лукасом Ауредніком і французькими нападниками Мар'яном Виснєським і Ксерсесом Луї. Протягом двох сезонів він забив 22 голи і допоміг команді посісти друге місце в чемпіонаті 1955/56, що було найкращим досягненням клубу на той момент.
Провівши наступний сезон в іншому французькому клубі «Нанті», Габіцль повернувся в «Адміру», за яку виступав до 1960 року. Всього в чемпіонаті Австрії він забив за віденський клуб 165 голів в 232 матчах.
Еріх Габітцль помер в 2007 році у віці 83 років. Похований у Відні на кладовищі Едлезе.

## Виступи за збірну
Габітцль дебютував за національну збірну Австрії 11 липня 1948 року в товариському матчі проти Швеції. Він забив двічі, хоча його команда в підсумку програла з рахунком 2:3. У серпні того ж року взяв участь в Олімпійських іграх, першому великому змаганні збірних після закінчення Другої світової війни. Австрійці вилетіли в першому ж раунді, знову програвши Швеції, на цей раз з рахунком 0:3.
3 квітня 1949 року Габіцль у виїзній грі 6-го туру Кубка Центральної Європи проти  збірної Швейцарії зробив дубль, забезпечивши перемогу австрійців з рахунком 2:1. Продовжував виступати за збірну до 1951 року.

## Статистика виступів
| Клуб              | Сезон             | Ліга  | Ліга | Кубки | Кубки | Інше  | Інше | Всього | Всього |
| Клуб              | Сезон             | Матчі | Голи | Матчі | Голи  | Матчі | Голи | Матчі  | Голи   |
| ----------------- | ----------------- | ----- | ---- | ----- | ----- | ----- | ---- | ------ | ------ |
| Адміра (Відень)   | 1939/40           | 1     | 0    | 0     | 0     | 0     | 0    | 1      | 0      |
| Адміра (Відень)   | 1940/41           | 18    | 11   | 3     | 0     | 5     | 4    | 26     | 15     |
| Адміра (Відень)   | 1941/42           | 15    | 6    | 4     | 1     | 1     | 1    | 20     | 8      |
| Адміра (Відень)   | 1942/43           | 2     | 0    | 0     | 0     | 0     | 0    | 2      | 0      |
| Адміра (Відень)   | 1943/44           | 0     | 0    | 0     | 0     | 0     | 0    | 0      | 0      |
| Адміра (Відень)   | 1944/45           | 1     | 0    | 0     | 0     | 0     | 0    | 1      | 0      |
| Адміра (Відень)   | 1945/46           | 10    | 7    | 2     | 2     | 0     | 0    | 12     | 9      |
| Адміра (Відень)   | 1946/47           | 20    | 11   | 3     | 4     | 0     | 0    | 23     | 15     |
| Адміра (Відень)   | 1947/48           | 17    | 11   | 6     | 4     | 0     | 0    | 23     | 15     |
| Адміра (Відень)   | 1948/49           | 18    | 23   | 3     | 5     | 0     | 0    | 21     | 28     |
| Адміра (Відень)   | 1949/50           | 20    | 22   | -     | -     | 0     | 0    | 20     | 22     |
| Адміра (Відень)   | 1950/51           | 23    | 23   | -     | -     | 0     | 0    | 23     | 23     |
| Адміра (Відень)   | 1951/52           | 24    | 24   | -     | -     | 0     | 0    | 24     | 24     |
| Адміра (Відень)   | 1952/53           | 17    | 10   | -     | -     | 0     | 0    | 17     | 10     |
| Адміра (Відень)   | 1953/54           | 26    | 11   | -     | -     | 0     | 0    | 26     | 11     |
| Адміра (Відень)   | Всього            | 212   | 159  | 21    | 16    | 6     | 5    | 239    | 180    |
| Ланс              | 1954/55           | 33    | 13   | 2+    | 1+    | 0     | 0    | 35+    | 14+    |
| Ланс              | 1955/56           | 30    | 9    | 4     | 3     | 0     | 0    | 34     | 12     |
| Ланс              | Итого             | 63    | 22   | 6+    | 4+    | 0     | 0    | 69+    | 26+    |
| Нант              | 1956/57           | 33    | 17   | 4+    | 2+    | 0     | 0    | 37+    | 19+    |
| Нант              | Итого             | 33    | 17   | 4+    | 2+    | 0     | 0    | 37+    | 19+    |
| Адміра (Відень)   | 1957/58           | 18    | 6    | -     | -     | 0     | 0    | 18     | 6      |
| Адміра (Відень)   | 1958/59           | 0     | 0    | 0     | 0     | 0     | 0    | 0      | 0      |
| Адміра (Відень)   | 1959/60           | 5     | 0    | 0     | 0     | 0     | 0    | 5      | 0      |
| Адміра (Відень)   | Итого             | 23    | 6    | 0     | 0     | 0     | 0    | 23     | 6      |
| Всего за «Адміру» | Всего за «Адміру» | 235   | 165  | 21    | 16    | 6     | 5    | 262    | 186    |
| Всього за кар'єру | Всього за кар'єру | 331   | 204  | 31+   | 22+   | 6     | 5    | 368+   | 231+   |